# 무단강
무단강(중국어: 牡丹江, 병음: Mǔdānjiāng, 만주어: ᠮᡠᡩᠠᠨ
ᡠᠯᠠ Mudan Ula)은 중국 동북부를 흐르는 쑹화강 우안(右岸)의 최대 지류이다. 강의 이름은 만주어 무단 우라(만주어: ᠮᡠᡩᠠᠨ
ᡠᠯᠠ Mudan Ula, 穆丹烏拉)를 음차(音借)한 것으로, '무단'은 '구부러진'이란 뜻이고 '우라'는 '강'을 말한다. 

## 역사
무단강은 당나라 때는 홀한하(忽汗河), 금나라 때는 호리개강(呼裏改江), 원나라 때는 홀이합하(忽爾哈河), 명나라와 청나라 때는 호이합하(虎爾哈河)라고 썼다. 모두 만주어의 중국식 한자 음차로, 오랫동안 후얼하(훨하) 강(만주어: ᡥᡡᡵᡥᠠ
ᡠᠯᠠ Hurha Ula)이라고 불린 것으로 추정된다.
이 강 유역에서 발해가 건국되었고, 수도인 상경 용천부는 현재의 헤이룽장성 닝안시 무단강 동남부의 발해진(渤海镇)에 있었다.

## 지리
무단강은 지린성 둔화시 남서부인 강원진(江源鎮) 마오점촌(馬五店村)의 무단령(牡丹嶺) 북쪽 기슭에서 발원하여 북동쪽으로 둔화시, 헤이룽장성 징푸호, 닝안시, 무단장시, 하이린시 등을 굽이쳐 흐르다가 하얼빈시 이란현에서 쑹화강에 합류한다.
큰 배의 항행이 가능한 국제 하천으로 유역의 무단장시 등에 내항 항만이 있다. 여기에서 쑹화강·아무르강을 통해 하바로프스크나 오호츠크해 등으로 수운이 통하고 있다.
상류의 헤이룽장성 무단장시의 남서부에 화산 분화에 의한 생성된 징푸호(鏡泊湖, 길이 45km, 너비는 평균 2~3km 최대 6km)가 있다.

## 같이 보기
- 상경 용천부
- 신민부